# Brienz-Rothorn-Bahn
| |      | Brienz (See) Schiffländte BLSSF         |                                         |
| Bahnhof quer                                                                                            |      | Brienz ZB von Meiringen nach Interlaken | Brienz ZB von Meiringen nach Interlaken |
| Kopfbahnhof Streckenanfang                                                                              | 0,00 | Brienz BRB                              | 566 m ü. M.                             |
| Abzweig geradeaus und nach links · Betriebs-/Güterbahnhof Streckenende und quer                         |      | Depot                                   | Depot                                   |
| Brücke über Wasserlauf                                                                                  |      | Wellenberg (39 m), Trachtbach           | Wellenberg (39 m), Trachtbach           |
| Blockstelle                                                                                             | 1,06 | Zindli                                  | 733 m ü. M.                             |
| |      | Schwarzfluh (18 m)                      |                                         |
| Strecke von links · Dienststation / Betriebs- oder Güterbahnhof quer · Strecke nach rechts              | 2,27 | Geldried                                | 1021 m ü. M.                            |
| Strecke nach links und Tunnelanfang · Strecke Tunnelanfang und quer · Strecke von rechts und Tunnelende |      | Erd (119 m)                             | Erd (119 m)                             |
| Strecke von links · Strecke nach rechts                                                                 |      | Fluh (290 m, 3 Fenster)                 | Fluh (290 m, 3 Fenster)                 |
| Bahnhof                                                                                                 | 3,62 | Planalp Husstatt                        | 1341 m ü. M.                            |
| Blockstelle                                                                                             | 4,55 | Mitterstaffel                           | 1545 m ü. M.                            |
| Strecke nach links · Strecke von rechts (im Tunnel)                                                     |      | Chüemaad (97 m)                         | Chüemaad (97 m)                         |
| Strecke von links · Dienststation / Betriebs- oder Güterbahnhof quer · Strecke nach rechts (im Tunnel)  | 5,79 | Oberstaffel                             | 1819 m ü. M.                            |
| Strecke nach links · Strecke von rechts (im Tunnel)                                                     |      | Schonegg I (37 m)                       | Schonegg I (37 m)                       |
| Strecke von links · Strecke nach rechts (im Tunnel)                                                     |      | Schonegg II (133 m)                     | Schonegg II (133 m)                     |
| Kopfbahnhof Streckenende                                                                                | 7,66 | Brienzer Rothorn                        | 2244 m ü. M.                            |
| |      | Brienzer Rothorn                        | 2348 m ü. M.                            |
| |      |                                         |                                         |
| Quellen:                                                                                                |      |                                         |                                         |

|       |  |  |  |
| 1. 2. |  |  |  |

Die Brienz Rothorn Bahn (BRB) ist eine Zahnradbahn (Bauart Abt) in der Schweiz, die jährlich von Anfang Juni bis Ende Oktober zwischen Brienz und dem Brienzer Rothorn verkehrt. In der Vorsaison fährt die Bahn nur bis zur Mittelstation Planalp.

## Geschichte
Nachdem zwei frühere Gasthausprojekte auf dem Rothorn erfolglos geblieben waren, plante 1889/90 der in Luzern wohnhafte deutsche Ingenieur Alexander Lindner mit Unterstützung touristisch interessierter Brienzer (insbesondere Karl oder Carl Brück, Fabrikant in Brienz) die Bergbahn, welche die damals grösste Höhendifferenz einer Bergbahn überwinden sollte. Als Baumeister und Architekt kam Theodor Bertschinger aus Lenzburg hinzu. Am 15. Oktober 1889 wurde das Konzessionsgesuch in Bern eingereicht. National- und Ständerat erteilten schon am 20. Dezember die Bewilligung für 80 Jahre, die auch Maximaltarife enthielt und eine Verfügung, dass für die Fahrgeschwindigkeit der Bundesrat zuständig sei. Während der nur 16-monatigen Bauzeit zwischen Sommer 1890 und Herbst 1891 wurden bis zu 640 Bauarbeiter, meistens Italiener, auf verschiedenen Abschnitten gleichzeitig beschäftigt.
Die Bahn wurde am 17. Juni 1892 eröffnet, kam aber schon bald in finanzielle Schwierigkeiten. Schuld waren unter anderem die 1893 eröffnete Schynige Platte-Bahn und die 1898 eröffnete Jungfraubahn sowie der Erste Weltkrieg. Am 9. August 1914 wurde daher der Betrieb eingestellt und die Bahn stillgelegt. Die Bahn erhielt im September 1916 vom Bund die Bewilligung, die Bahnanlagen abzubrechen. Weil die Bahnverwaltung aber die Abbruchkosten hätte vorschiessen müssen, unterblieb der Rückbau trotz des kriegsbedingten Materialmangels.
1931 wagten Geldgeber die Wiedereröffnung der Strecke, da die Gleisanlagen trotz der langen Betriebspause noch in gutem Zustand waren. Weiterer Geldmangel verhinderte eine Elektrifizierung, stattdessen lieferte die Schweizerische Lokomotiv- und Maschinenfabrik (SLM) in Winterthur zwei neue Dampfloks: Die Brienz-Rothorn-Bahn blieb bis heute neben der Dampfbahn Furka-Bergstrecke (deren Dampftraktion erst nach Ende des elektrischen Betriebes neu begann) die einzige planmässig mit Dampftraktion verkehrende Eisenbahn der Schweiz.
Mit dem Dampfbetrieb verbundene Unterhalts- und Betriebskosten belasteten das Unternehmen jedoch finanziell stark. Obwohl an der Generalversammlung vom 21. Juni 1968 einstimmig die Stilllegung der BRB und der Bau einer Luftseilbahn beschlossen wurde, blieb die Zahnradbahn bestehen. Allerdings sah das Betriebskonzept von 1971 zur Kapazitätssteigerung und zur Verbesserung die Beschaffung von drei Diesellokomotiven vor. So konnten die insgesamt sieben Dampflokomotiven aus der Zeit der Gründung sowie der Wiedereröffnung geschont werden. Neue Dampfloks konnten vorerst nicht beschafft werden, da die Industrie zu wenig Interesse zeigte.
Dies änderte sich 1988, als die SLM mit der Entwicklung und dem Bau neuer, leistungsstärkerer Dampflokomotiven beauftragt werden konnte. Zum 100-Jahr-Jubiläum nahm die BRB 1992, mit Unterstützung eines Freundevereins, die ölgefeuerte Lok Nr. 12 in Betrieb. Drei weitere Lokomotiven kamen später hinzu.
Seit den 2000er-Jahren werden die Gleisanlagen erneuert. Dabei kamen Schienen und Zahnstangen mit grösserem Profil zum Einsatz. Die geraden Querschwellen wurden durch Y-Schwellen ersetzt.
Zum Jubiläum 2017 erschien die Sondermarke 125 Jahre Brienz Rothorn Bahn.
Beim Unwetter vom 12. August wurde die Strecke auf über zwei Kilometern Länge stark beschädigt. Daraufhin wurde der Betrieb für die Saison vorzeitig beendet. Bis Mitte Oktober konnten 28 von 35 Schadstellen behoben werden. Es blieb vor allem im oberen Teil die Morgenweidbrücke auf 1980 Metern zu reparieren. Das Unternehmen schätzte die Kosten für den Wiederaufbau auf fünf Millionen Franken und kündigte eine Wiederaufnahme des Bahnbetriebs für Mai bis zum Bahnhof Planalp und für Anfang Juni 2025 für die Gesamtstrecke an. Der Betrieb wurde wie geplant ab 12. Mai 2025 bis Planalp und ab 7. Juni 2025 bis auf das Rothorn wieder aufgenommen.

## Streckenführung

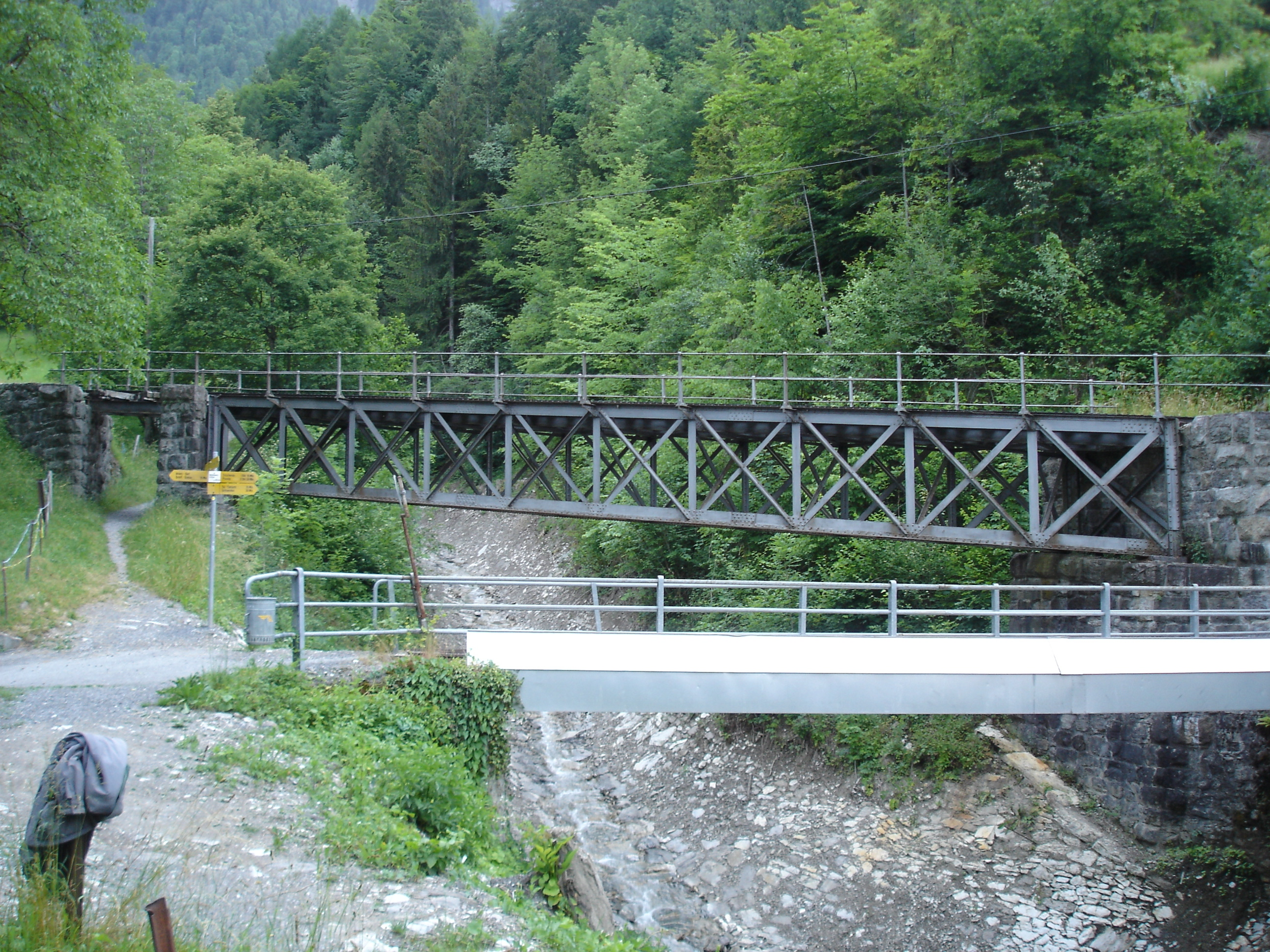
Wellenbergbrücke

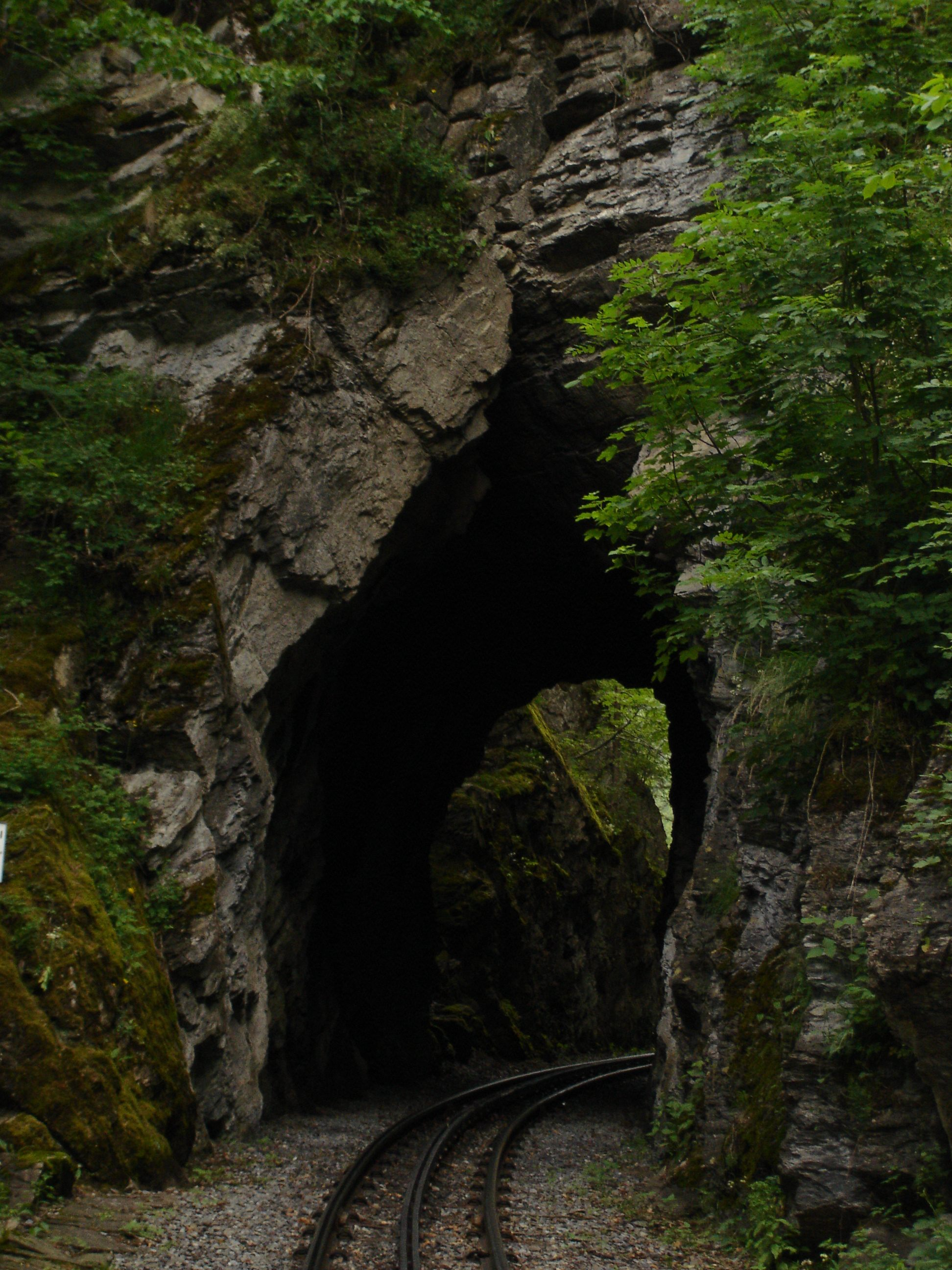
Schwarzfluhtunnel

Die Länge der Strecke beträgt 7,6 km, und die Bahn überwindet mit bis zu 25 % Steigung 1678 Höhenmeter. Die Fahrzeit beträgt bei einer maximalen Geschwindigkeit von 9 km/h rund eine Stunde. Die Strecke der BRB beginnt in Brienz, auf 566 m ü. M., gleich gegenüber dem Bahnhof der Zentralbahn. Nach dem Überqueren der «Wellenbergbrücke» geht die Strecke durch den Burgerwald (ein Laubwald) hinauf zum «Schwarzefluetunnel», welcher 18 m lang ist. Kurz darauf erreicht die Bahn die Kreuzungsstelle Geldried (1019 m ü. M.).
Nach der Kreuzungsstelle geht es weiter durch den «Härdtunnel» mit 119 Metern Länge. Der Name dieses Tunnels besagt, dass der Tunnel nicht in den Felsen gehauen wurde, sondern zu grossen Teilen durch «Härd», also Erde, führt. Nach dem «Härdtunnel» geht es noch eine kurze Strecke durch den Wald, bevor man die «Fluhtunnels» erreicht. Diese haben zusammen eine Länge von 290 m, sind aber durch zwei grosse Aussichtsfenster unterbrochen, welche einen schönen Blick auf Brienz und den Brienzersee freigeben.

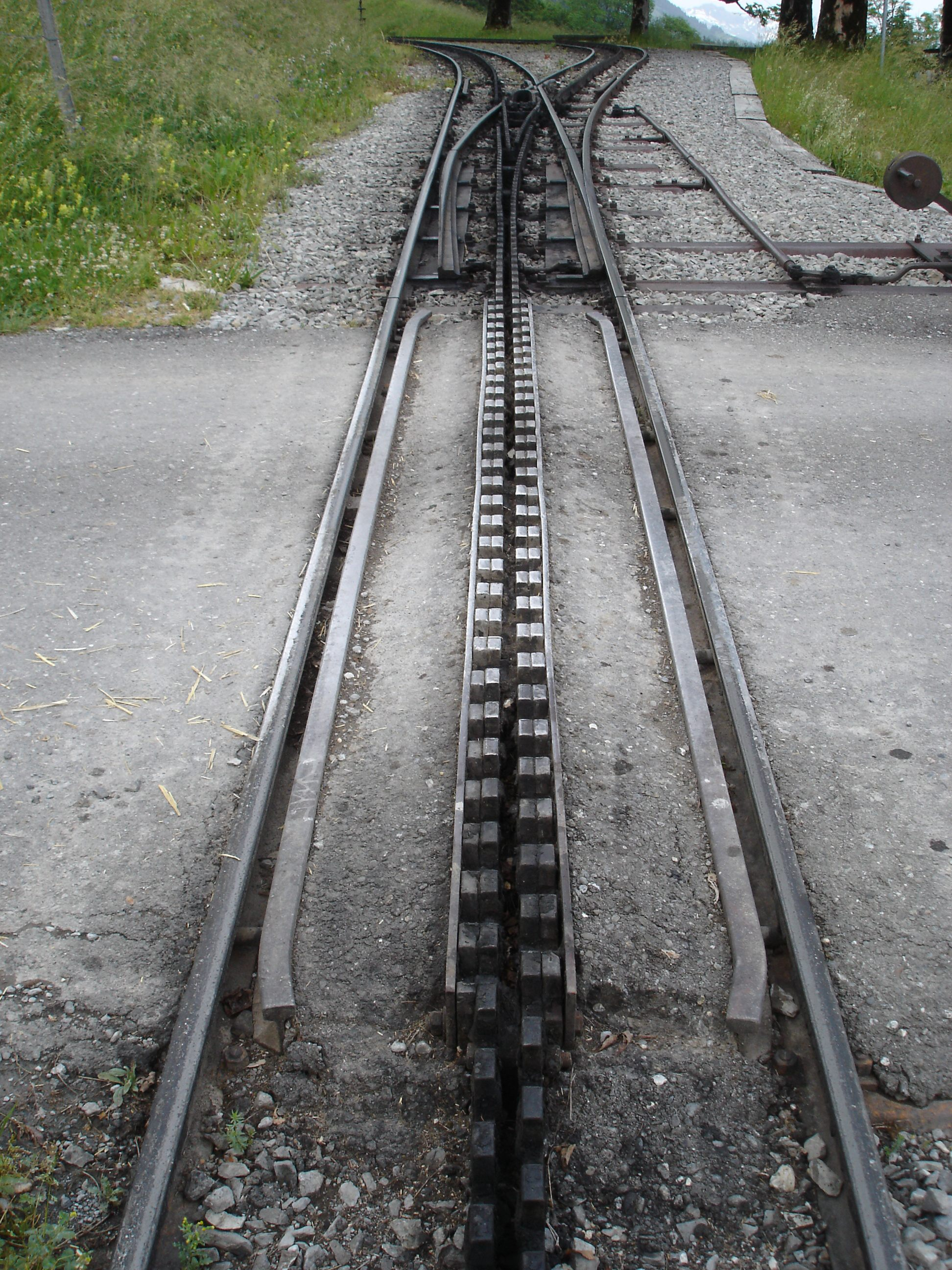
Bahnübergang bei Geldried

Nach dem «Fluhtunnel» passiert das Trassee einen Tannenwald, der bis zur Station Planalp auf 1341 m ü. M. reicht. Hier tanken die Dampflokomotiven Wasser für die Weiterfahrt auf den Gipfel. Von Planalp aus geht es weiter über Alpweiden hinauf zum Alpstafel «Mittlesten». Zu Beginn des Bahnbetriebes überspannte in der Fortsetzung in Richtung «Chüemad» eine feste Eisenbrücke den Graben des Milibachs; sie wurde jedoch schon bald und mehrfach wie im Winter 1908 durch eine Lawine beschädigt und letztmals im Winter 1941/42 weggerissen. Daraufhin wurde 1942 eine im Herbst demontierbare Holz-Brücke gebaut, die jeden Frühling wieder aufgebaut werden konnte. Deren drei Hetzer-Träger wurden jedes Jahr in Brienz überwintert, die Brückenteile vor Ort gelagert. Stahl war in der Kriegszeit nicht verfügbar gewesen. Erst 1962 wurde diese im Unterhalt aufwendige Konstruktion durch einen Erddamm ersetzt.
Nach der Überquerung des Dammes erreicht die Bahn die Stelle «Chüemad», wo die Fahrt in die 40 Meter lange «Chüemadgalerie» mit direkt anschliessendem 92 Meter langen «Chüemadtunnel» weitergeht. Kurz darauf folgt die Kreuzungsstelle Oberstafel (1819 m ü. M.). Von hier aus geht die Bahnstrecke in einer langen Linkskurve dem Berg entlang hinauf zur 100 Meter langen «Schonegggalerie». Danach folgen die beiden «Schoneggtunnels» mit 37 und 133 Metern Länge. Kurz nach dem Verlassen des letzten Tunnels erreicht die Bahn auf 2244 m ü. M. die Endstation Rothorn Kulm.

## Lokomotiven
Die Lokomotiven der BRB sind mit eins beginnend nummeriert und stammen aus vier Generationen:
- 1891/92 Dampfloks der ersten Generation (kohlegefeuert)
- 1933/36 Dampfloks der zweiten Generation (kohlegefeuert)
- 1975/87 Dieselloks
- 1992/96 Dampfloks der dritten Generation (ölgefeuert)

| Nr.   | Baureihe | Antrieb              | Baujahr | Hersteller   | Besonderes |
| ----- | -------- | -------------------- | ------- | ------------ | --- |
| 1(I)  | H 2/3    | Dampf, kohlegefeuert | 1891    | SLM 688      | 1940: schadhafter Kessel, 1961: Ersatzteilspender, Abbruch                                                                       |
| 1(II) | H 2/3    | Dampf, kohlegefeuert | 1891    | SLM 722      | ex Zahnradbahn Glion–Rochers-de-Naye (GN) 4, ex Monte Generoso-Bahn (MG) 7, nicht in Betrieb, in BRB-Remise                      |
| 2     | H 2/3    | Dampf, kohlegefeuert | 1891    | SLM 689      | in Betrieb (Stand 2022) |
| 3     | H 2/3    | Dampf, kohlegefeuert | 1892    | SLM 719      | nicht in Betrieb, ausgestellt im Verkehrshaus der Schweiz                                                                        |
| 4     | H 2/3    | Dampf, kohlegefeuert | 1892    | SLM 720      | nicht in Betrieb, in BRB-Remise                                                                                                  |
| 5     | H 2/3    | Dampf, kohlegefeuert | 1891    | SLM 690      | 1911 ex Wengernalpbahn 1, in Betrieb (Stand 2022)                                                                                |
| 6     | H 2/3    | Dampf, kohlegefeuert | 1933    | SLM 3567     | in Betrieb (abgeschlossene Revision 2021)                                                                                        |
| 7     | H 2/3    | Dampf, kohlegefeuert | 1936    | SLM 3611³    | in Betrieb (Stand 2022) |
| 8     | Hm 2/2   | dieselhydrostatisch  | 1973    | Eigenbau BRB | 1995 an die Montreux-Glion-Rochers-de-Naye-Bahn (MGN) Bahn verkauft; dort Nr. 4. 2015 weiterverkauft an Ferrovia Monte Generoso. |
| 9     | Hm 2/2   | dieselhydrostatisch  | 1975    | Steck/MTU    | in Betrieb hauptsächlich für Materialtransporte, BRB-Traktionsanteil im Jahre 1991: 70 % / 2009: 11,55 %                         |
| 10    | Hm 2/2   | dieselhydrostatisch  | 1975    | Steck/MTU    | in Betrieb hauptsächlich für Materialtransporte, BRB-Traktionsanteil im Jahre 1991: 70 % / 2009: 11,55 %                         |
| 11    | Hm 2/2   | dieselhydrostatisch  | 1987    | Steck/MTU    | in Betrieb hauptsächlich für Materialtransporte, BRB-Traktionsanteil im Jahre 1991: 70 % / 2009: 11,55 %                         |
| 12    | H 2/3    | Dampf, ölgefeuert    | 1992    | SLM 5456     | in Betrieb, Wappen Bern |
| 14    | H 2/3    | Dampf, ölgefeuert    | 1996    | SLM 5689     | in Betrieb, Wappen Brienz |
| 15    | H 2/3    | Dampf, ölgefeuert    | 1996    | SLM 5690     | in Betrieb, Wappen Stadt Kanaya (Schwesterstadt von Brienz)                                                                      |
| 16    | H 2/3    | Dampf, ölgefeuert    | 1992    | SLM 5457     | in Betrieb, 2005 von der Montreux-Glion-Rochers-de-Naye-Bahn (MGN) Bahn gekauft                                                  |

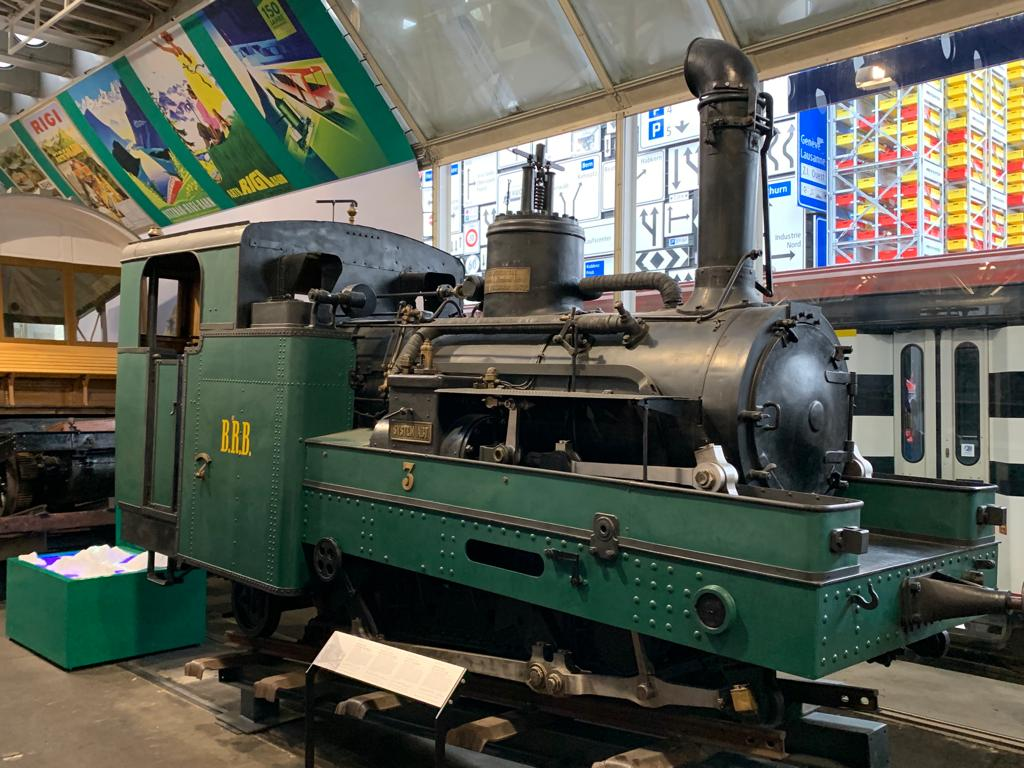
Dampflok H 2/3 Nr. 3 im Verkehrshaus

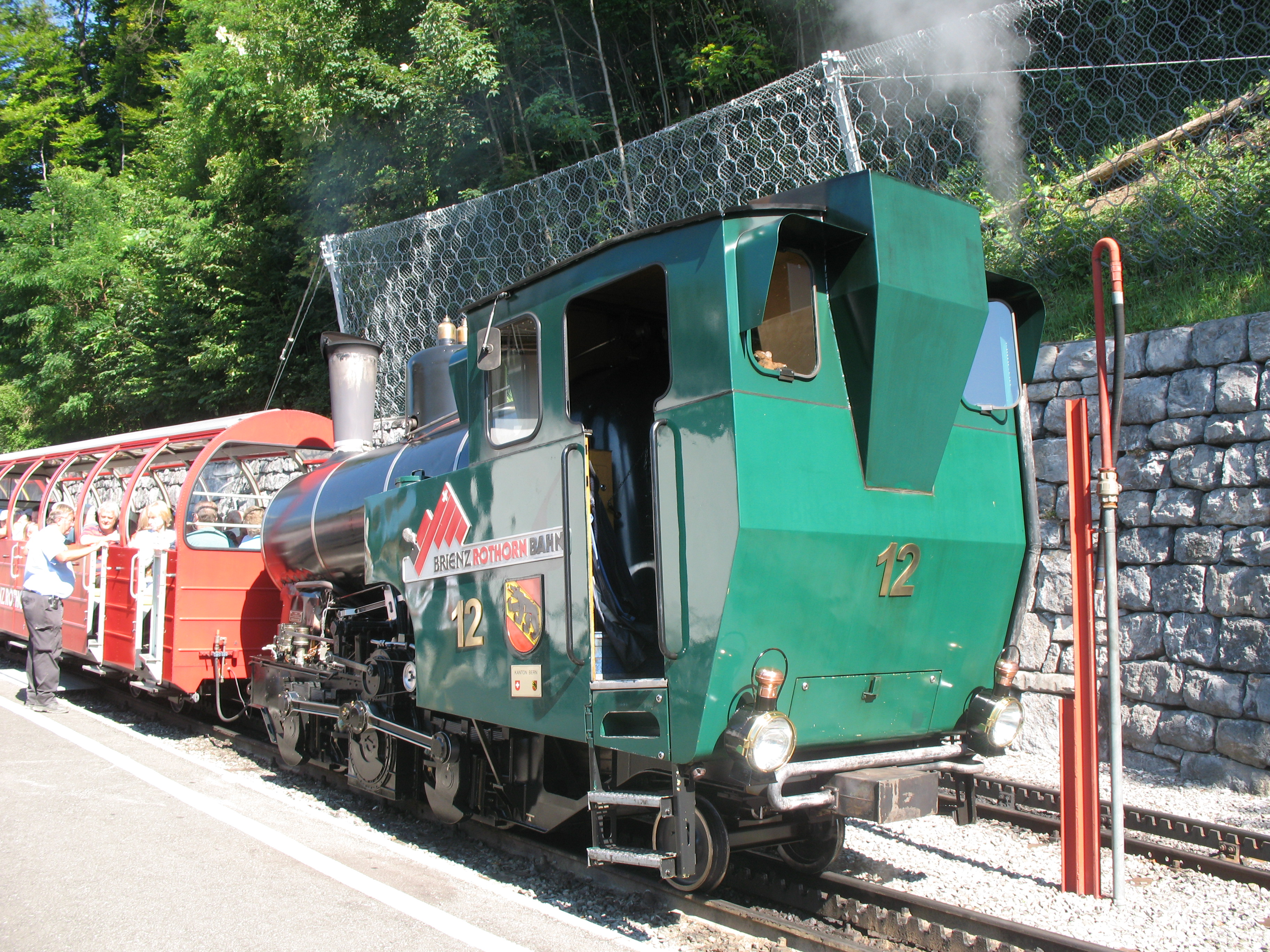
Dampflok H 2/3 Nr. 12

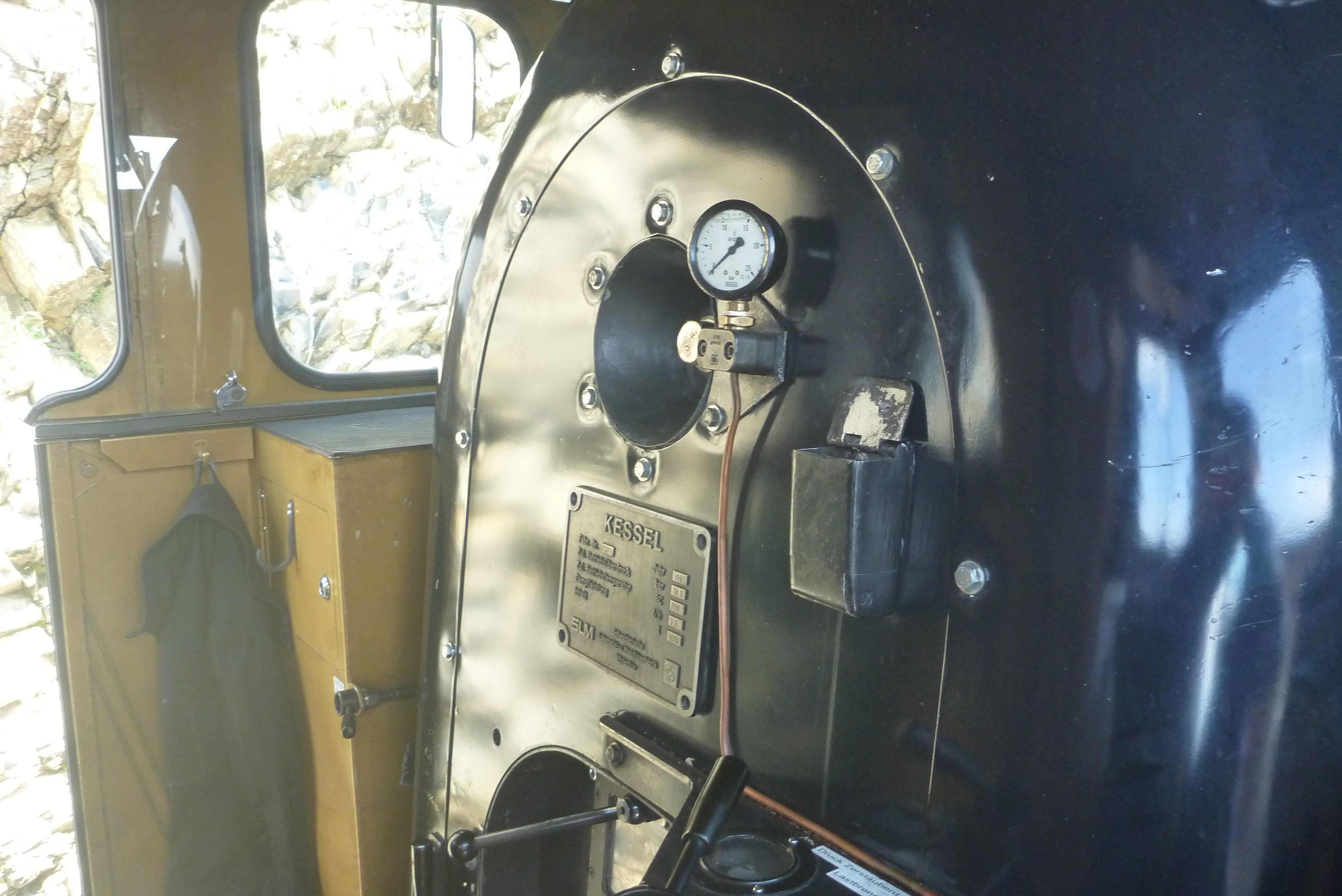
Der Kessel einer ölgefeuerten Dampflok H 2/3 mit der Nummer 16 der Brienz-Rothorn-Bahn.

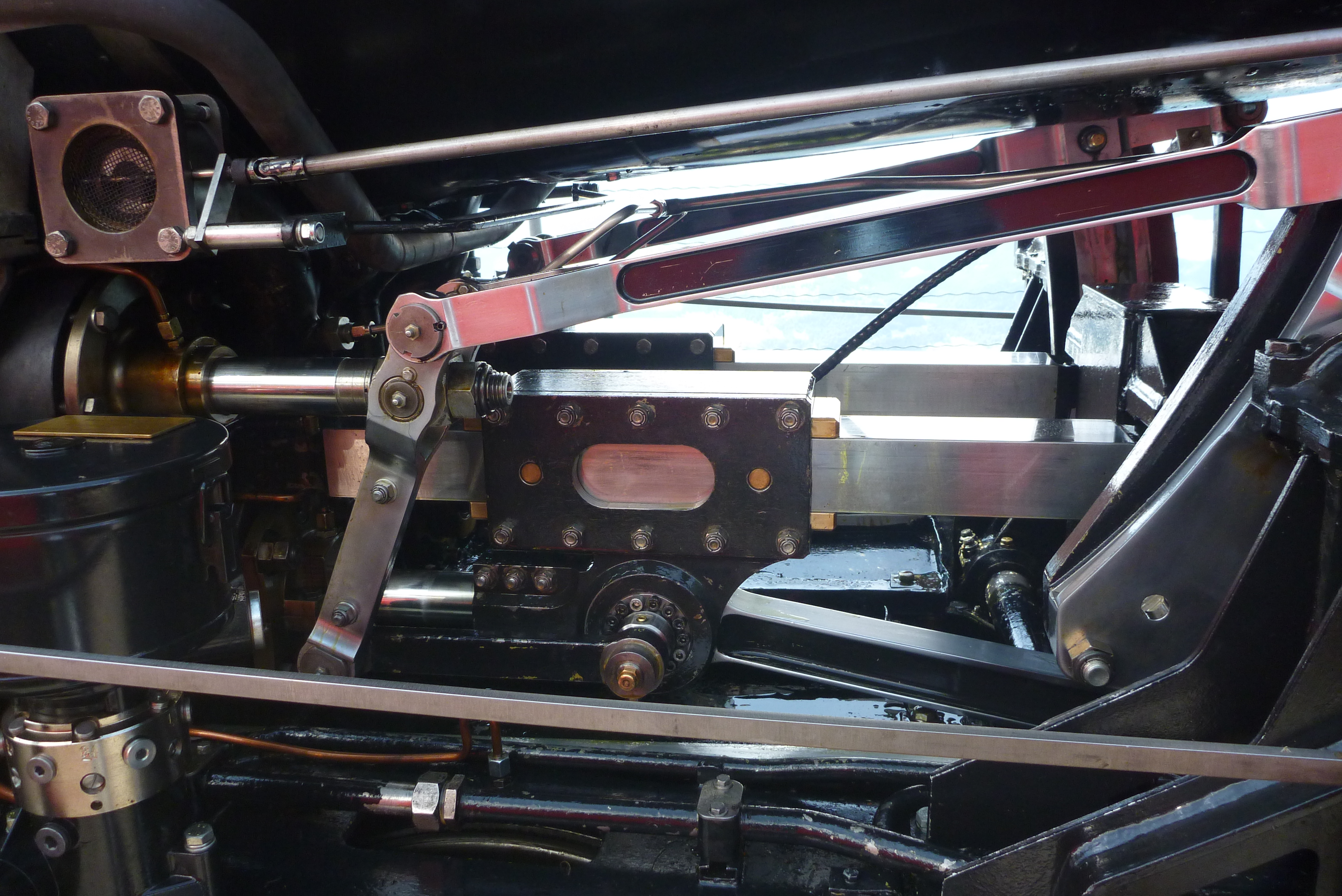
Vorderes Gestänge der Dampflok H 2/3 Nr. 16.

Die Nummer 13 wurde wegen teilweiser Auslegung als Unglückszahl nicht verwendet.
Die Hauptlast des Verkehrs wird mit den ölgefeuerten Dampflokomotiven abgewickelt, da diese im Betrieb am wirtschaftlichsten sind. Bei den kohlegefeuerten Lokomotiven wird neben dem Lokführer ein Heizer benötigt, bei den ölgefeuerten Lokomotiven erübrigt sich dieser. Eine kohlegefeuerte Lokomotive benötigt für eine Bergfahrt 300 kg Kohle und 2000 Liter Wasser. Das Wasser kann an mehreren Stellen im Tal sowie an drei weiteren Zwischenstopps aufgenommen werden.
Die moderne Dampftechnik mittels Ölfeuerung wurde von der SLM entwickelt und wird heute von der Dampflokomotiv- und Maschinenfabrik DLM weiterentwickelt und gebaut. Die Technik ermöglicht den Einsatz von Steuerwagen. Die Kessel sind isoliert und können mit zusätzlichem elektrischen Vorheizgerät unbeaufsichtigt auf 10 bar Kesseldruck vorbereitet werden. Die Maschinen sind damit in 10 Minuten einsatzbereit.

## Varia
Die Brienz-Rothorn-Bahn pflegt seit 1997 eine Partnerschaft mit der Ōigawa Tetsudō, die in Japan mit der Ikawa-Linie eine Zahnradbahn ebenfalls mit dem System Abt betreibt. Deren Diesellokomotive DD201 trägt den Namen ROTHORN, DD203 erhielt den Namen BRIENZ.

## Bilder (Auswahl)

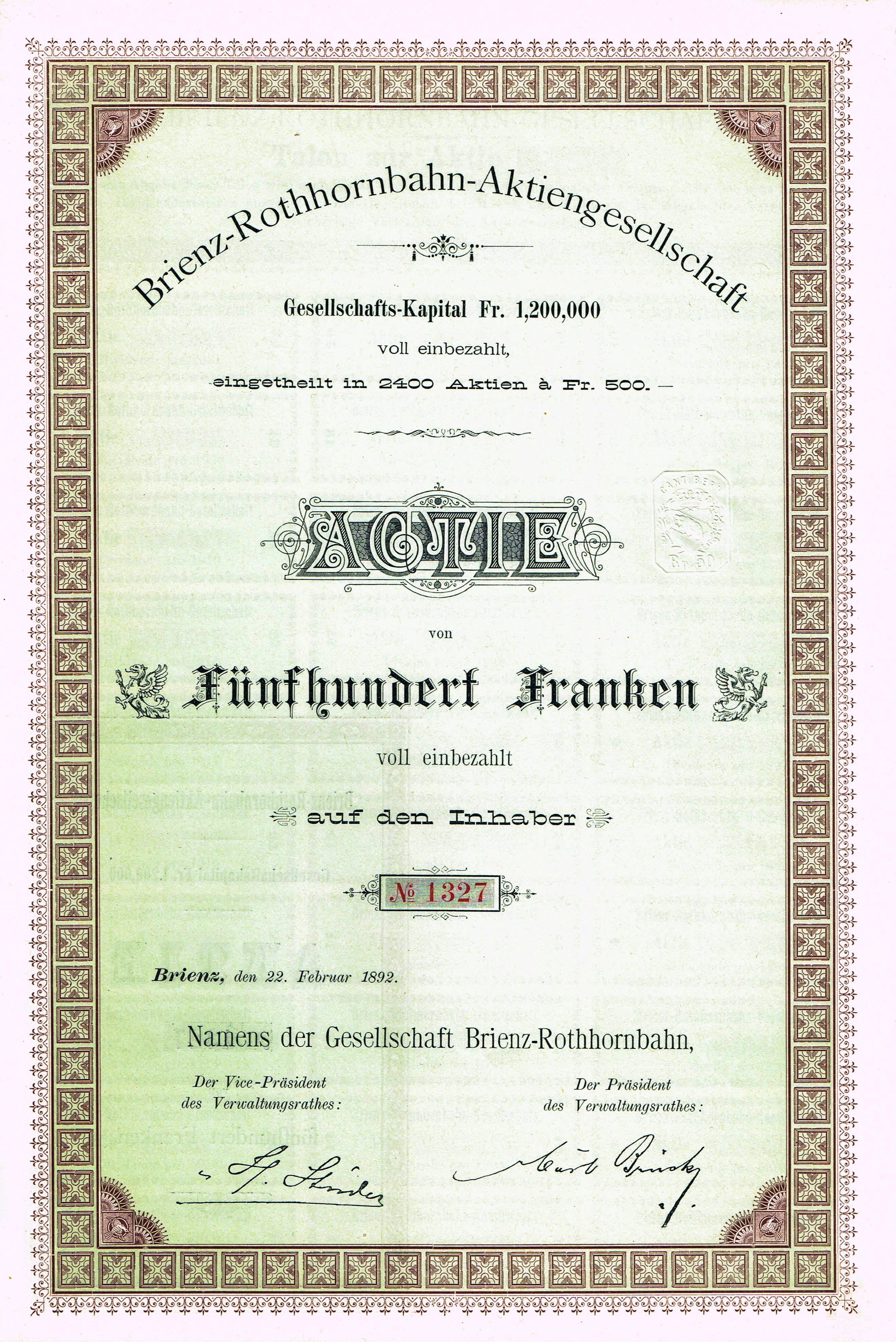
Gründeraktie vom 22. Februar 1892
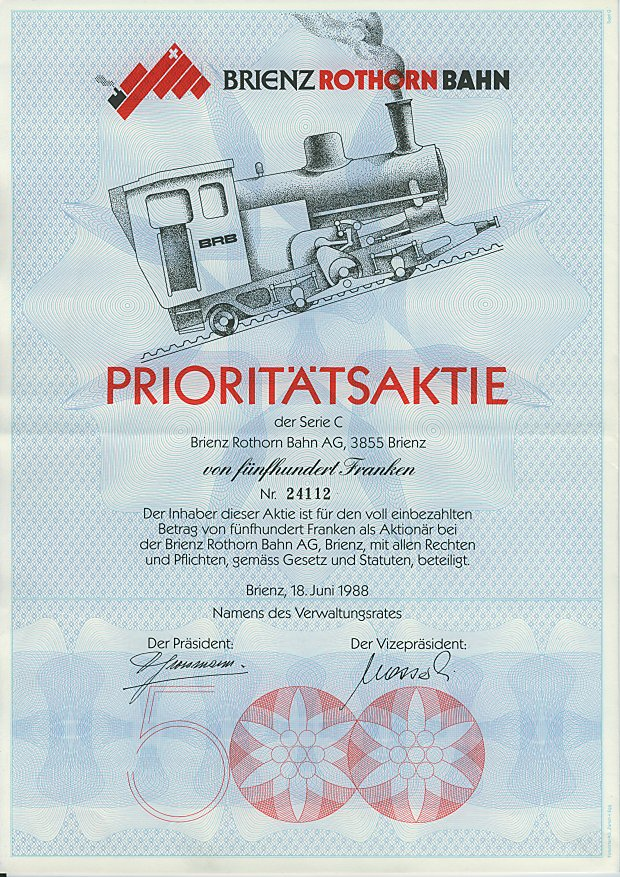
Aktie Serie C
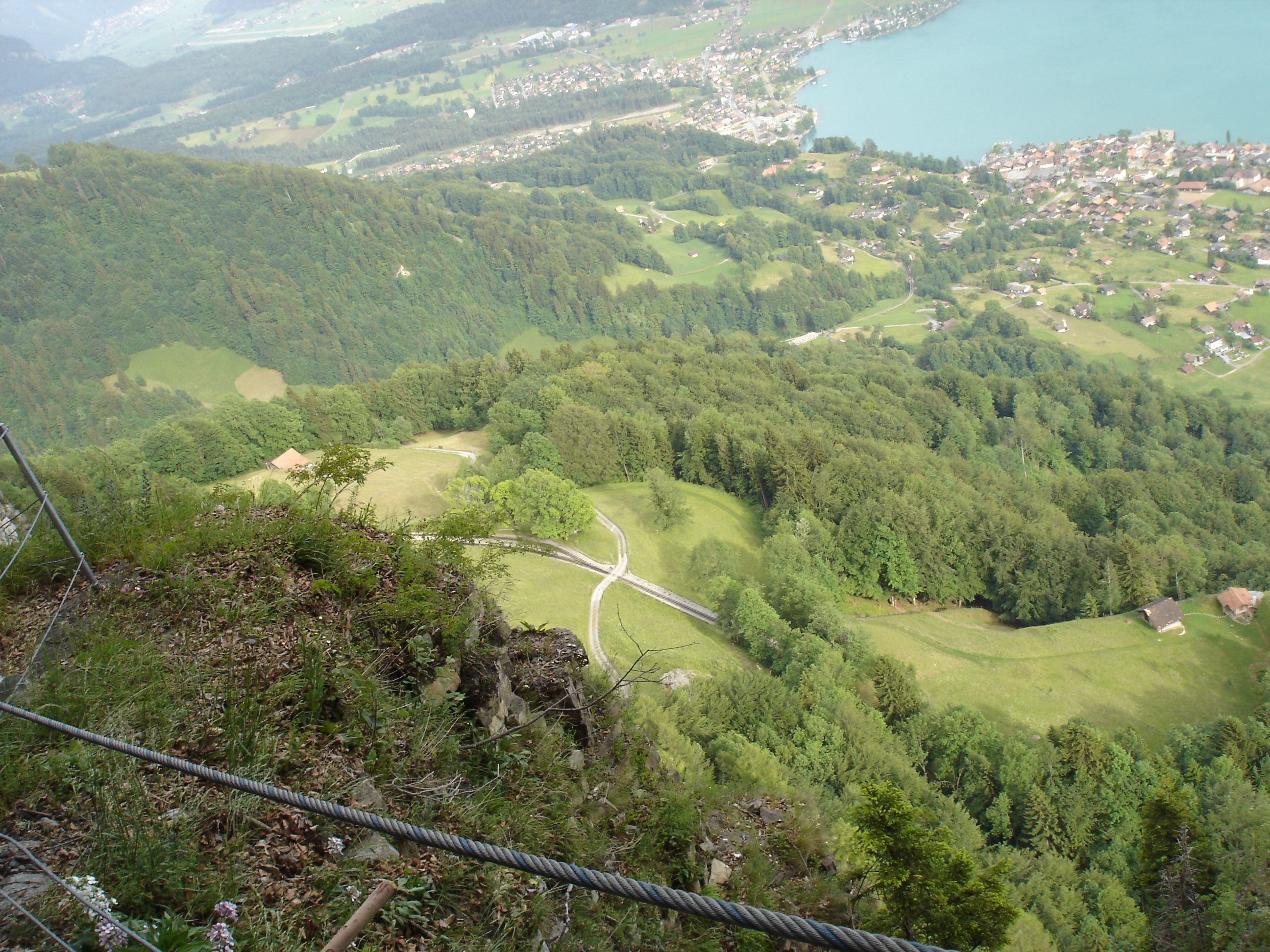
Aussicht aus dem Fluhtunnel
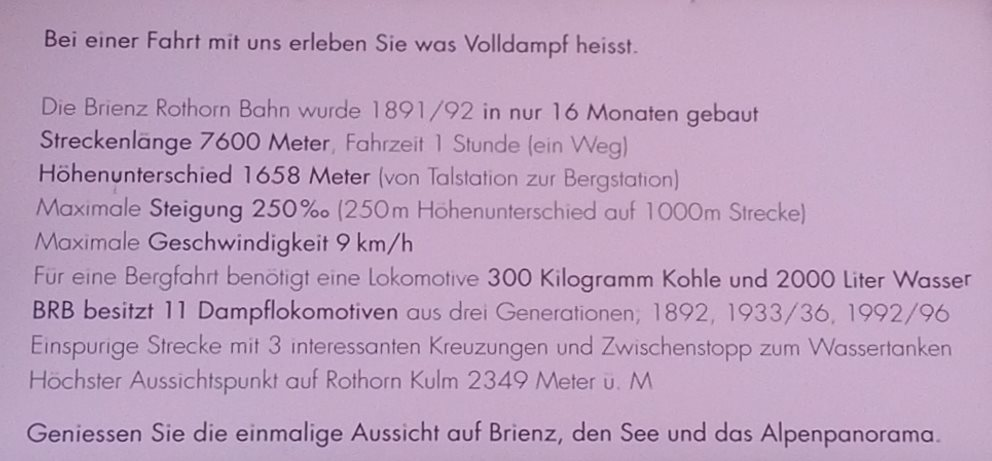
Technische Daten der Bahn, fotografiert im Bahnhof im Tal